# Грейг Самуїл Карлович
Самуїл Карлович Ґрейґ (Семюель Ґрейґ, англ. Samuel Greig; 30 листопада 1735, хоча також указують 30.11.1736 — 15 жовтня 1788) — адмірал російського флоту.

## Біографія
Адмірал Ґрейґ за національністю шотландець, син капітана торгового судна.
З 1750 року — волонтер на англійському флоті. Під час Семирічної війни 1756—1763 років брав участь у морських битвах і штурмі фортець з моря. 1764 року перейшов на російську службу з англійського флоту в чині капітана 1 рангу, командував різними кораблями Балтійського флоту.
Під час російсько-турецької війни 1768—1774 років командував загонами кораблів у складі ескадри адмірала Григорія Спіридова Першої Архіпелазької експедиції. У Чесменському морському бою 1770 року був радником з морських питань головнокомандувача графа Олексія Орлова. Командував кордебаталією (центром ескадри) в Хіосському бою та загоном кораблів, які знищили турецький флот у Чесменській бухті. За бойові заслуги отримав 1770 року спадкове дворянство. 1772 атакував з моря фортецю Чесма, у 1774—1775 роках командував ескадрою, відрядженою з Кронштадта до Середземного моря. 1775 року доставив у Кронштадт захоплену Олексієм Орловим княжну Тараканову. З 1775 року — головнокомандувач командор Кронштадтського порту. З 1777 року — начальник флотської дивізії.
Ґрейґ зробив значний внесок у розвиток і переозброєння російського флоту. У 1760 — 1770-их роках розробив та удосконалив систему парусного озброєння кораблів (її затвердила Адміралтейств-колегія 1777 року), вніс низку вдосконалень до конструкції корпусів кораблів і судових приладів. 1783 року під керівництвом Ґрейґа вперше в практиці російського флоту обшили мідними листами підводну частину корабля, що значно покращило його ходові якості.
Під час російсько-шведської війни 1788—1790 років успішно командував Балтійським флотом і здобув перемогу в Гогландській морській битві (1788).

## Нагороди[5]
- Орден Святого Георгія 2-го ступеня за Чесменську битву (1770 рік)
- Орден Святої Анни 1-го ступеня після завершення російсько-турецької війни (1768—1774) (1774 рік)
- Орден Святого Олександра Невського (1776 рік)
- Орден Святого Володимира 1-го ступеня (1782 рік)
- Орден Андрія Первозванного за Гогландську битву (1788 рік)

## Родина

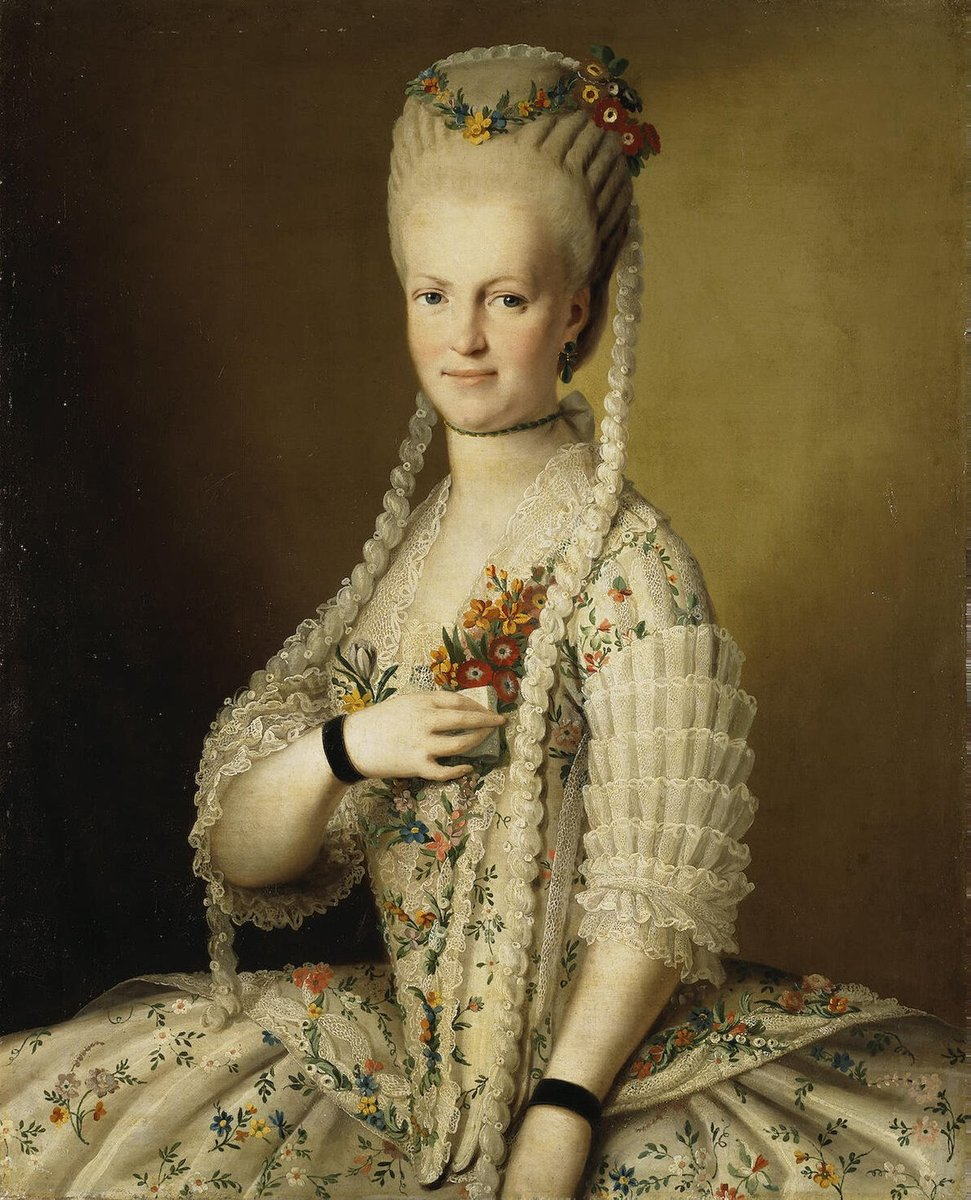
Сарра Ґрейґ на портреті роботи Христінека, 1775 рік

Був одружений із Саррою (Олександрівною) Кук (1752 — 13 серпня 1793). Діти:
- Олексій (1775—1845),
- Євгенія,
- Іван,
- Євдокія (1783 — ?),
- Карл (близько 1785 — ?),
- Самуїл (близько 1788 — ?),
- Шарлотта.

## Пам'ять
Вулиця в Кронштадті, що йде від Цитадельського шосе, повз санаторій «Аврора» до м'ясопереробного заводу на Кроншоссі, отримала ім'я Адмірала Ґрейґа. На місці заводу була дача адмірала.